# Tadeusz Kasprzycki

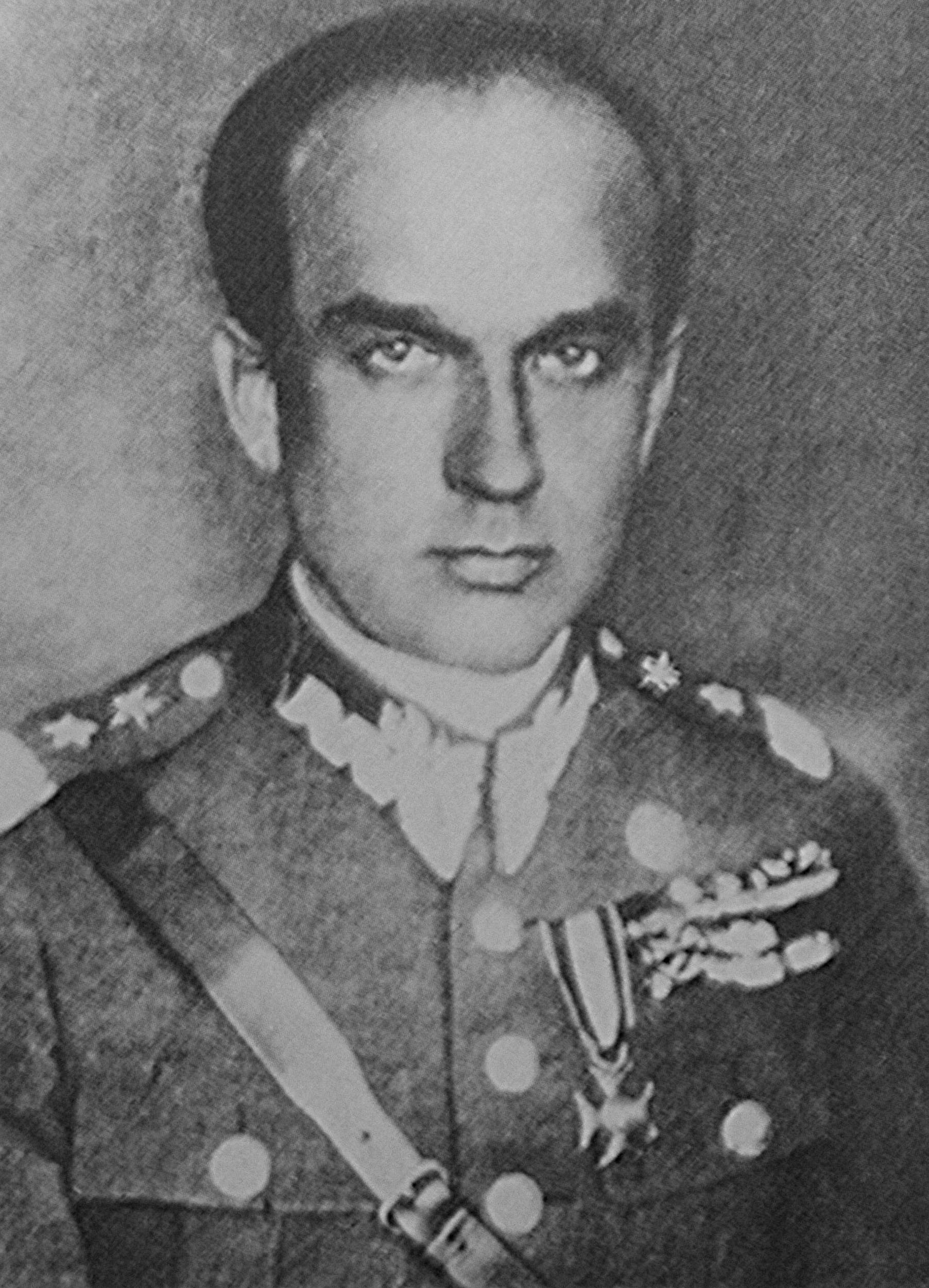
Tadeusz Kasprzycki als Generalmajor

Tadeusz Adam Kasprzycki (* 16. Januar 1891 in Warschau, Russisches Kaiserreich; † 4. Dezember 1978 in Montreal, Kanada) war ein polnischer Heeresoffizier und der Minister für Militärangelegenheiten seines Landes von 1935 bis 1939. In dieser Funktion unterzeichnete er am 31. März 1939 das Anglo-französisch-polnische Beistandsabkommen. Diese Garantieerklärungen nahm Hitler am 28. April 1939 zum Anlass, sowohl die deutsch-polnische Erklärung (Nichtangriffspakt mit Polen) von 1934 als auch das deutsch-britische Flottenabkommen von 1935 einseitig zu kündigen. Frankreich erweiterte am 19. Mai 1939 das seit 1921 bestehende Bündnis mit Polen um eine gegenseitige Beistandspflicht im Falle eines deutschen Angriffs in der so genannten Kasprzycki-Gamelin-Konvention.
Nach dem deutschen Überfall auf Polen und der sowjetischen Besetzung Ostpolens ging er mit der Regierung Składkowski ins Exil. Dabei wurde er in Rumänien bis zum Kriegsende interniert. Anschließend ließ er sich in Kanada nieder, wo er 1978 verstarb.